# 洛夫罗·马耶尔
洛夫罗·马耶尔（發音：[lǒːʋro mâjer]；1998年1月17日—），生于萨格勒布，克罗地亚男子足球运动员，司职中场。現效力於德甲球隊禾夫斯堡，克羅地亞國家足球隊成員。2017年加入国家队。他曾代表克罗地亚国家队参加2022年国际足联世界杯。

## 国际职业生涯
马耶尔于2017年5月28日首次代表克罗地亚国家足球队出场，参加对墨西哥的友谊赛，最后三分钟替补登场，克罗地亚以2-1获胜。
2019年6月7日，他入选内纳德·格拉钱执教的23人名单，参加2019年歐洲U-21足球錦標賽。他在小组赛中只出场一次，在对阵英格兰的比赛中，克罗地亚已经无缘晋级。2021年3月9日，他再次入选伊格尔·比斯坎执教的23人名单，参加2021年欧洲U-21足球锦标赛小组赛。尽管由于小伤大部分时间坐在替补席上，他在小组赛最后一场比赛中为克罗地亚的唯一进球提供了助攻，在与英格兰的比赛中以2-1输掉，这个进球最终成为决定性的，因为克罗地亚凭借更好的净胜球晋级到了淘汰赛阶段。
2021年5月17日，他被列入茲拉特科·達利奇的初步34人名单，参加2020年歐洲足球錦標賽；然而，他没有入选最终的26人名单。2021年11月11日，马耶尔在2022年國際足協世界盃外圍賽中对马耳他的比赛中打进了他在国家队的首个进球，克罗地亚以7-1获胜。2022年11月9日，他入选了克罗地亚参加2022年國際足協世界盃的最终26人名单。他在克罗地亚对加拿大的小组赛中攻入了进球，克罗地亚以4-1获胜。在八分之一决赛对阵巴西的比赛中，他在点球大战中打进了一粒点球，克罗地亚以4-2晋级四分之一决赛。